# Sata andagi
Les sata andagi (サーターアンダーギー, sātā andāgī) sont des petits pains frits similaires aux donuts, aux malassada ou aux oliebollen, originaires du sud de la Chine, nommés là-bas sa-yung (chinois : 沙翁 ; cantonais Jyutping : sa1 jung1), puis diffusé dans la préfecture japonaise d’Okinawa. Ils sont aussi populaires à Hawaï, parfois aussi connus sous le nom d’andagi. Les sata andagi sont faits en mélangeant de la farine, du sucre et des œufs. Les ingrédients sont amalgamés pour former une boule et frits,,.
Dans son nom okinawaïen, saataa signifie « sucre », tandis que andaagii signifie « frit » (« huile » (anda) + « frit » (agii)) en okinawaïen (satō et abura-age en japonais). Il est également connu sous le nom de saataa andagii et saataa anragii.
Les sata andagi font partie de la cuisine d'Okinawa. Comme la plupart des confiseries des îles Ryūkyū, les techniques de fabrication sont issues d'une combinaison de techniques chinoises et japonaises. Ils sont généralement préparés de manière à ce que l’extérieur soit croustillant et doré tandis que l’intérieur est léger et semblable à un gâteau.

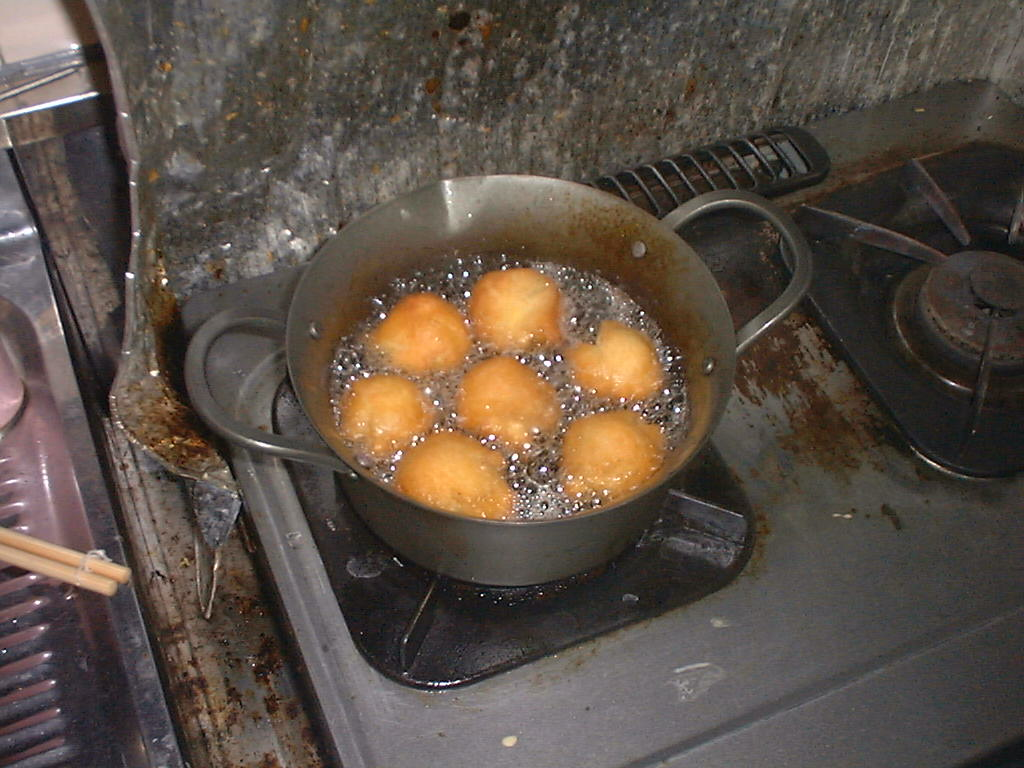
Plusieurs sata andagi en train de frire.

## Dans la culture populaire
Dans une scène d’Azumanga Daioh : The Animation, le personnage Ayumu « Osaka » Kasuga répète la phrase « Sata andagi ! », ce qui devient un mème Internet dans la communauté des animes.